# 3052 Herzen
3052 Herzen eller 1976 YJ3 är en asteroid i huvudbältet som upptäcktes den 16 december 1976 av den ryska astronomen Ljudmjla Tjernych vid Krims astrofysiska observatorium på Krim. Den har fått sitt namn efter Aleksandr Herzen.
Asteroiden har en diameter på ungefär tio kilometer.